# Мойинкумський сільський округ
Мойинку́мський сільський округ (каз. Мойынқұм ауылдық округі, рос. Мойынкумский сельский округ) — адміністративна одиниця у складі Мойинкумського району Жамбильської області Казахстану. Адміністративний центр — село Мойинкум.
Населення — 8895 осіб (2021; 8463 у 2009, 8739 у 1999, 10425 у 1989).
Станом на 1989 рік існувала Фурмановська сільська рада (села Бектобе, Комсомольське, Фурмановка). 1997 року до складу Мойинкумського сільського округу були включені ліквідовані Жамбильський сільський округ та сільська адміністрація Килишбай-акина, однак 2001 року Жамбильський сільський округ та Килишбайський сільський округ були виділені зі складу Мойинкумського сільського округу. 2019 року до складу округу було включено 6,85 км² земель державного земельного фонду

## Склад
До складу округу входять такі населені пункти:
| Населений пункт     | Старі назви | Населення, осіб (1989) | Населення, осіб (1999) | Населення, осіб (2009) | Населення, осіб (2021) |
| ------------------- | ----------- | ---------------------- | ---------------------- | ---------------------- | ---------------------- |
| Бектобе, село       | -           | 106                    | -                      | -                      | -                      |
| Комсомольське, село | -           | 79                     | -                      | -                      | -                      |
| Мойинкум, село      | Фурмановка  | 10240                  | 8739                   | 8463                   | 8895                   |

.